# Vivien Endemann
Vivien Endemann, née le 7 août 2001 à Lohne en Allemagne, est une footballeuse internationale allemande qui joue au poste d'attaquante pour le VfL Wolfsburg. 
Elle évolue également avec l'équipe nationale d'Allemagne depuis 2021,,,,,,.

## Biographie

### En club
Vivien Endemann commence sa carrière junior au TV Dinklage et rejoint ensuite la section jeune du Werder Brême, équipe pour laquelle elle joue en Bundesliga B-Junior. Au cours de la saison 2017-2018, elle joue ses premières rencontres pour l'équipe réserve du Werder en Regionaliga Nord, soit le troisième division. À l'été 2018, elle rejoint le club de troisième division, le Jahn Delmenhorst. Avec un ratio de 20 buts en 21 rencontres, elle tape dans l'œil des recruteurs du club de division supérieur, le SV Meppen, qui la recrute l'été suivant. Au cours de la saison 2019-2020, Meppen termine quatrième, mais avec l'interdiction de promotion dans l'élite des clubs réserves du VfL Wolfsburg et du TSG 1899 Hoffenheim, le SV Meppen est promu en Bundesliga. Ils ratent cependant de peu le maintien lors de la saison 2020-2021. En conséquence, elle rejoint ensuite le SGS Essen, tout comme Maike Berentzen (de).
Pour la saison 2023-2024, elle rejoint un des piliers du football féminin mondial en signant au VfL Wolfsburg. Elle réussit bien son intégration puisqu'elle va disputer 21 rencontres et inscrire 9 buts avec sa nouvelle équipe.

### En sélection
En 2020, elle dispute ses premiers matchs sous les couleurs de l'Allemagne, chez les moins de 19 ans. 
Le 28 février 2024, à la suite de bonnes performances en club, elle joue son premier match international pour l'équipe nationale allemande lors du match pour la troisième place de l'UEFA contre les Pays-Bas, qui se solde par une victoire et une qualification olympique pour l'Allemagne.

## Vie personnelle
En juin 2021, Endemann obtient son Abitur, l'équivalent allemand du baccalauréat, au lycée Marianum Meppen.

## Statistiques

### International
| Équipe nationale | Année | Applications | Objectifs |
| ---------------- | ----- | ------------ | --------- |
| Allemagne        | 2024  | 9            | 0         |
| Total            | Total | 9            | 0         |

## Palmarès

### En club
- VfL Wolfsburg
  - Coupe d'Allemagne féminine de football
    - Vainqueur : 2023-2024

### Sélection
- Équipe d' Allemagne
  - Médaille de bronze aux Jeux olympiques d'été : 2024[12]
  - Troisième place de la ligue des nations féminines de l'UEFA : 2023-2024[13]